# Trident (SLBM)
Trident bezeichnet eine Klasse von U-Boot-gestützten ballistischen Interkontinentalraketen (SLBM) aus den Vereinigten Staaten. Die Raketen tragen die Bezeichnung UGM-96 Trident I und UGM-133 Trident II.

## Entwicklung
Im Rahmen des Programmes ULMS (Undersea Long-Range Missile System) begannen 1971 die Vorarbeiten zur Entwicklung der Trident I. Ziel dieses Programms war es, auf der Basis der erfolgreich eingeführten UGM-73 Poseidon, eine neue U-Boot-gestützte ballistische Rakete mit einer größeren Reichweite zu entwickeln. Die Trident I (C4) sollte auf den U-Booten der Lafayette-Klasse die Poseidon-Raketen ersetzen. Aus diesem Grund sollte sie über dieselben Abmessungen wie die Poseidon verfügen. Auch sollte sie mit dem Startsystem auf den zukünftigen U-Booten der Ohio-Klasse kompatibel sein. Die Trident II (D5) sollte eine wesentlich größere Rakete mit einer erheblich gesteigerten Reichweite werden. Trident II sollte auf den zukünftigen U-Booten der Ohio-Klasse zum Einsatz kommen. Der Entwicklungsauftrag wurde 1974 der Firma Lockheed zugesprochen. Der erste Teststart einer Trident I erfolgte im Januar 1977. Der erste Teststart von einem U-Boot erfolgte im Juli 1979. Die erste Trident I wurde 1979 auf der USS Francis Scott Key in Betrieb genommen. Der erste Teststart einer Trident II erfolgte im Januar 1987. Der erste Teststart von einem U-Boot erfolgte im März 1989. Mit der Installation der ersten Raketen auf einem U-Boot der Ohio-Klasse wurde im März 1990 die Initial Operating Capability erreicht.
Im Rahmen des sog. Polaris Sales Agreement beteiligte sich das Vereinigte Königreich mit 2,5 Milliarden US-Dollar an der Entwicklung der Trident II. Ab dem Jahr 1992 wurde die Trident II auf den U-Booten der Vanguard-Klasse der Royal Navy installiert.
Die im Jahr 2015 abgeschlossene Modernisierung der Trident-II-D-5 soll die Einsatzfähigkeit der Raketen bis ins Jahr 2042 sicherstellen. Wesentliche Änderung war hierbei die Umrüstung auf neue Avioniksysteme. Durch zwei Raketenstarts am 7. und 9. November wurde die Funktionsfähigkeit der modernisierten Raketen bestätigt. Derzeit wird die Trident auf strategischen U-Booten der Ohio-Klasse (USA) und Vanguard-Klasse (GBR) eingesetzt. Eine Verwendung auf den Nachfolgeklassen dieser Schiffstypen ist vorgesehen.
Während die Trident I als eine Zweitschlagswaffe klassifiziert wird, wird die treffsicherere Trident II als Erstschlagswaffe eingeordnet.

## Raketen
Die Trident-Raketen sind dreistufige Raketen mit Feststoffantrieb. Die dritte Stufe ist der Wiedereintrittskörperträger (englisch Post Boost Vehicle). Die Antriebsstufen sind übereinander angebracht und zünden der Reihe nach. Die Raketenkörper sind aus gewichtssparenden Verbundwerkstoffen auf der Basis von Kevlar hergestellt. Die Raketen können aus dem aufgetauchten oder getauchten U-Boot verschossen werden. Die Raketen können einzeln oder in Serie gestartet werden. Erfolgt der Abschuss unter Wasser, werden die Raketen mittels Gasdruck aus den Startsilos geschossen (Kaltstart). Nach einer Strecke von rund 10 m erfolgt die Zündung der ersten Raketenstufe und die Rakete bewegt sich Richtung Wasseroberfläche. Nach dem Durchstoßen der Wasseroberfläche wird an der Raketenspitze ein sog. „Aerospike“ ausgefahren. Dieses reduziert beim Durchfliegen der unteren Atmosphärenschichten den Luftwiderstand an der Raketenspitze um rund 50 %. Die Steuerung der Trident-Raketen erfolgt mittels verschiedener unabhängig arbeitender Trägheitsnavigationsplattformen. Die Trident II-Rakete erhält nach dem Start zusätzlich Positionsdaten durch das NAVSTAR GPS. Wenn die Raketen eine höhere Flugbahn erreicht haben, kommt zusätzlich ein optisches Astronavigation-System zum Einsatz. Nach dem Ausbrennen der ersten beiden Antriebsstufen (engl. boost phase) steigt die dritte Stufe mit dem Wiedereintrittskörperträger auf einer ballistischen Kurve weiter. Dann wird die ogivale Verkleidung der Raketenspitze abgetrennt und der Wiedereintrittskörperträger freigelegt. Jetzt kann dieser die letzten Positionsänderungen vornehmen. Die MIRV-Wiedereintrittskörper sind mit Sprengbolzen am Wiedereintrittskörperträger befestigt und werden durch eine kleine Ladung komprimierten Gases vom Träger gestartet. Sie werden in einer Sequenz, bei der der Träger zwischendurch jeweils Kurskorrekturen durchführt, auf ihre individuellen ballistischen Flugbahnen entlassen.
Trident I kann bis zu 14 unabhängige Mk 4 MIRV-Wiedereintrittskörper tragen. Der Start-I-Vertrag beschränkt aber die maximale Anzahl auf 6 Wiedereintrittskörper. Die Mk 4-Wiedereintrittskörper sind mit einem thermonuklearen W76-Sprengkopf bestückt. Dieser hat eine Sprengkraft von 100 kt (7,7 mal Hiroshima). Die Wiedereintrittskörper erreichen eine Präzision (CEP) von 220–450 m (je nach Schussdistanz).
Trident II kann bis zu 14 unabhängige Mk 5 MIRV-Wiedereintrittskörper tragen. Der Start-I-Vertrag beschränkt aber die maximale Anzahl auf 8 Wiedereintrittskörper. Die Mk 5-Wiedereintrittskörper sind mit einem thermonuklearen W88-Sprengkopf bestückt. Dieser hat eine Sprengkraft von 475 kt. Die Wiedereintrittskörper erreichen eine Präzision (CEP) von 90–120 m (je nach Schussdistanz). Daneben kann die Trident II auch mit den älteren Mk 4-Wiedereintrittskörpern der Trident I bestückt werden. Die Mk 4- und Mk 5-Wiedereintrittskörper können in der Luft oder bei Bodenkontakt zur Detonation gebracht werden. Die Trident II hat die höchste Treffergenauigkeit aller U-Boot-basierten US-amerikanischen Interkontinentalraketen.
Die britischen Trident II auf den Booten der Vanguard-Klasse tragen 1–3 Mk 4 MIRV-Wiedereintrittskörper mit einer Sprengkraft von 100 kt.

## Einsatz
Trident I ersetzte die UGM-73 Poseidon auf 12 U-Booten der Lafayette-Klasse. Ebenso wurde sie auf den ersten U-Booten der Ohio-Klasse stationiert. Insgesamt wurden bei Lockheed rund 600 Trident I produziert. Die maximale auf U-Booten stationierte Anzahl Trident I lag bei 384 Raketen im Jahr 1984. Ihr Einsatz war bis in das frühe 21. Jahrhundert geplant. Sie wurde ab 2005 komplett durch die Trident II ersetzt. Bis 1986 wurden insgesamt 117 Flugtests durchgeführt und dabei 222 Raketen verschossen. Demnach hatte die Trident I eine Startzuverlässigkeit von 85 % (34 Teststarts schlugen fehl). Zuletzt verschoss die Ohio am 9. Dezember 2001 vier Raketen dieses Typs.
Trident II wurde ab 1990 bei der U.S. Navy eingeführt und seit dem Jahr 2008 tragen die U-Boote der Ohio-Klasse nur noch die Trident II. Zwischen 1989 und 2007 wurden 425 Raketen im Rahmen des Originalvertrages für die US Navy gefertigt. Ursprünglich waren 540 Raketen geplant. Durch die Einsatzzeitverlängerung der Ohio-Klasse- SSBN-/SSGN auf 45 Jahre wurde auch eine Verlängerung der Dienstzeit der Trident II nötig. Daher bestellte die US Navy im Jahr 2007 108 neue Trident II D5LE (LE – Life Extended – Einsatzzeit verlängert) für einen Gesamtwert von 15 Milliarden Dollar. Die ersten 12 Raketen wurden 2008 geliefert, die Modernisierung wurde 2015 abgeschlossen. Die älteren Raketen sollten bei Testflügen verbraucht werden.
Die jüngsten Testflüge von Trident-II-D5-Raketen fanden am 7. und 9. November 2015 statt. Bei beiden Tests wurde je eine Rakete von der Kentucky vor der kalifornischen Küste als Teil der Demonstration and Shakedown Operations (DASO) abgefeuert. Beim Testflug am 7. November waren der Commander des United States Strategic Command sowie Abgeordnete des US-Kongresses auf dem U-Boot anwesend. Dieser Test erregte auch größeres Aufsehen, da er eine weithin sichtbare Leuchterscheinung am Nachthimmel vor der Küste Kaliforniens erzeugte. Der Testflug am 9. November war die 157. erfolgreiche Mission einer Trident II D5 in Folge.
Dagegen sollen die zwei jüngsten Trident-Tests auf der britischen Seite im Juni 2016 und am 30. Januar 2024 misslungen sein.

## Die Trident II als Waffe des „Global Strike“
Die im Rahmen der Militärdoktrin Joint Vision 2020 der US-Streitkräfte entwickelte Strategie des „Prompt Global Strike“ sieht seit einiger Zeit auch vor, die ursprünglich ausschließlich als Kernwaffen-Trägermittel entwickelten SLBMs der Trident-Klasse mit konventionellen Sprengköpfen zu bestücken, um genau definierte Ziele punktgenau und rasch zerstören zu können. Um nicht mit dem Völkerrecht in Konflikt zu kommen, wurde dem US-Senat vorgeschlagen, den Start-I-Vertrag nach 2009 (1991 noch mit der damaligen Sowjetunion geschlossen und 1994 in Kraft getreten) nicht zu verlängern.